# American's Creed
American's Creed (српски америкенс крид - кредо Американаца) је званично исповедање грађана Сједињених Америчких Држава. Написао је Вилијем Тајлер Пејџ (William Tyler Page) у 1917. години као крај једне патриотске песме, а годину дана касније, на 3. април 1918. године, прихваћено је од Представничког дома САД.
I believe in the United States of America, as a government of the people, by the people, for the people; whose just powers are derived from the consent of the governed; a democracy in a republic; a sovereign Nation of many sovereign States; a perfect union, one and inseparable; established upon those principles of freedom, equality, justice, and humanity for which American patriots sacrificed their lives and fortunes.
I therefore believe it is my duty to my country to love it, to support its Constitution, to obey its laws, to respect its flag, and to defend it against all enemies.— William Tyler Page, The American's Creed